# ミステリアス・プレス・ブックス
ミステリアス・プレス・ブックス(The Mysterious Press)は、1988年から1996年にかけて早川書房から刊行された推理小説の叢書。
四六判、紙カバー、帯付き。全11冊。
早川書房がアメリカの推理小説専門の出版社、ミステリアスプレス(Mysterious Press)社と提携して刊行した英米の推理小説を紹介するレーベルで、後にミステリアス・プレス文庫となる。

## 一覧
- 『五百万ドルの迷宮』（Out on the Rim (1987) ロス・トーマス、菊池光訳） 1988.9　ISBN 4-15-203365-7

のちミステリアス・プレス文庫 1999.5　ISBN 4-15-100136-0
- 『悪の変奏曲』（The Saberdene Variations (1987)、トマス・マクスウェル(Thomas Maxwell)、真崎義博訳） 1988.11　ISBN 4-15-203375-4
- 『夜の闇の中へ』（Into the Night, completed by Lawrence Block (1987)、コーネル・ウールリッチ、ローレンス・ブロック補綴、稲葉明雄訳） 1989

ミステリマガジン 1988/1 No.381 - 1988/3 No.383に連載
のち早川書房 1988.7
のちハヤカワ・ミステリ文庫 1994.11
- 『神が忘れた町』（The Fourth Durango (1989)、ロス・トーマス、藤本和子訳） 1990.9　ISBN 4-15-203449-1

のちミステリアス・プレス文庫 1996.8　ISBN 4-15-100103-4
- 『カロライナの殺人者』（Carolina Skeletons (1988) 、デヴィッド・スタウト(David Stout)、堀内静子訳） 1990.8　ISBN 4-15-203442-4

1989年エドガー賞 Best First Mystery Novel 受賞
のちミステリアス・プレス文庫 1997.5　ISBN 4-15-100112-3
- 『ノックス師に捧げる10の犯罪』（Sins for Father Knox (1973)、ヨセフ・スクヴォレツキー(Josef Škvorecký)、宮脇孝雄訳） 1991.5　ISBN 4-15-203472-6
- 『私書箱9号』（Box Nine (1992)、ジャック・オコネル(Jack O'Connell)、松下祥子訳） 1992.10　ISBN 4-15-203532-3

のちミステリアス・プレス文庫 1994.12　ISBN 4-15-100082-8
- 『黄昏にマックの店で』（Twilight at Mac's Place (1990)、ロス・トーマス、藤本和子訳） 1992.2　ISBN 4-15-203504-8

のちミステリアス・プレス文庫 1997.2　ISBN 4-15-100109-3
- 『妨害電波』（Wireless (1993)、ジャック・オコネル、松下祥子訳） 1995.4　ISBN 4-15-207910-X
- 『獲物』（Voodoo, Ltd. (1992)、ロス・トーマス、菊地よしみ訳） 1995.8　ISBN 4-15-207945-2
- 『欺かれた男』（Ah, Treachery! (1994)、ロス・トーマス、菊地よしみ訳） 1996.9　ISBN 4-15-208029-9